# Hamaticolax embiotocae
Hamaticolax embiotocae is een eenoogkreeftjessoort uit de familie van de Bomolochidae. De wetenschappelijke naam van de soort is voor het eerst geldig gepubliceerd in 1976 door Hanan.